# Molybden(IV) teluride
Molybden(IV) teluride, còn được gọi với tên gọi khác là molybden điteluride là một hợp chất vô cơ, có thành phần chính là hai nguyên tố molybden và telu, với công thức hóa học được quy định là MoTe2, tương ứng với tỷ lệ phần trăm là 27,32% molybden và 72,68% telu. Hợp chất này là một chất bán dẫn, và có thể phát huỳnh quang. Nó là một phần của một loại vật liệu được gọi là kim loại chuyển tiếp đichalcogenua. Hợp chất này có tiềm năng với vai trò như một chất bán dẫn trong điện tử hoặc một máy dò hồng ngoại.

## Điều chế
MoTe2 có thể được điều chế bằng cách gia nhiệt đúng tỷ lệ của các nguyên tố thành phần với nhau ở nhiệt độ 1100 ℃ trong chân không. Một phương pháp điều chế khác là thông qua sự lắng đọng hơi, nơi mà molybden và telu bay hơi trong khí brom và sau đó được cho lắng đọng. Sử dụng các kết quả từ khí brom trong việc tạo thành một chất bán dẫn loại n, trong khi đó sử dụng telu dẫn đến việc tạo thành chất bán dẫn kiểu p.
Bằng cách nung phim molybden trong một hơi telu ở nhiệt độ nằm trong khoảng 850 đến 870 ℃ trong vài giờ, một lớp mỏng MoTe2 được hình thành.